# جفت اضافی

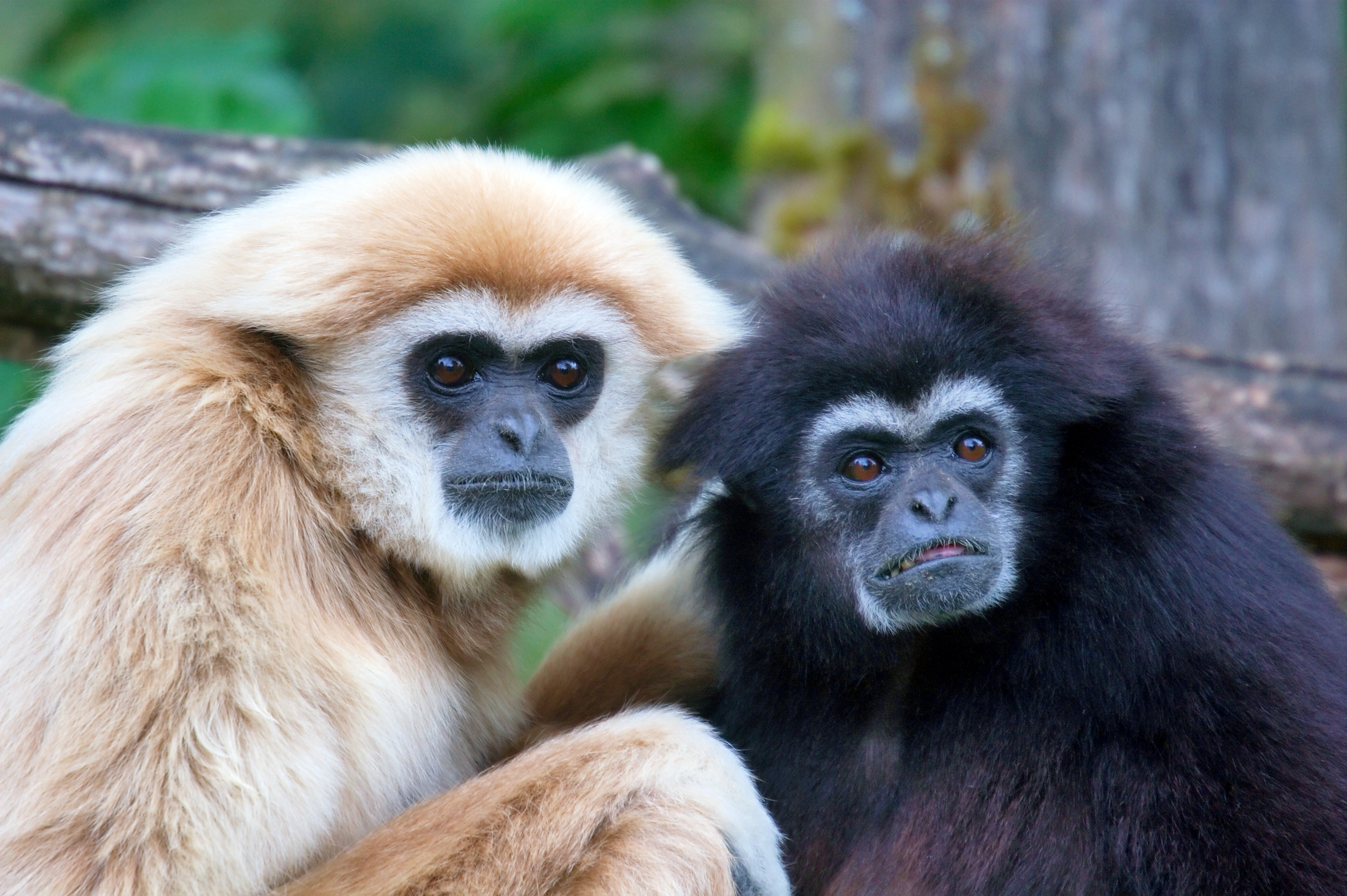
جفت گیبون دست‌سفید

جفت اضافی یا جفت‌گیری جفت اضافی (به انگلیسی: Extra-pair copulation)، یک رفتار جفت‌گیری در گونه‌های تک‌همسر است. تک‌همسری عمل داشتن تنها یک شریک جنسی در هر زمان، ایجاد یک پیوند بلندمدت و ترکیب تلاش‌ها برای پرورش فرزندان با هم است. جفت‌گیری خارج از این جفت، جفت اضافی است. در سراسر قلمرو جانوری، جفت‌های اضافی در گونه‌های تک‌همسر رایج است، و تصور می‌شود که تنها تعداد بسیار کمی از گونه‌ها پیوند جفت منحصراً تک‌همسر دارند. جفت اضافی در قلمرو جانوری بیشتر در پرندگان و پستانداران مورد مطالعه قرار گرفته‌است. مزایای احتمالی جفت اضافی را می‌توان در گونه‌های ناانسان مانند پرندگان بررسی کرد.